# Ciria

Mapa umístění

Ciria je španělská obec provincie Soria v autonomním společenství Kastilie a León. Leží v nadmořské výšce 1034 m n. m. a má rozlohu 52,70 km². Obec se nachází při břehu řeky Manubles. V roce 2010 měla 99 obyvatel, 51 mužů a 48 žen. Ekonomika je soustředěna převážně na chov hospodářských zvířat a zemědělství, ale také na lov a sběr hlívy ústřičné.